# Tc-tal
Tc-tal är det antal tecken av ett visst typsnitt i en viss typgrad som teoretiskt går in på en bredd av 1 cicero. Om man vill veta hur många tecken som går in på en viss spaltbredd, multiplicerar man bredden (i cicero) med Tc-talet.